# Oya (cómic)
Oya (Idie Okonkwo) es una superheroína ficticia que aparece en los cómics estadounidenses publicados por Marvel Comics. El personaje apareció por primera vez en The Uncanny X-Men #528, en el tercer capítulo de la historia de "Cinco Luces", y fue creado por Matt Fraction y Kieron Gillen. Ella es una de las "Cinco Luces", un grupo de mutantes que manifestaron sus habilidades después de los eventos de "Second Coming". Primero tuvo el alias de Lucid (Lúcida)  y después Temper (Temple).

## Historial de publicaciones
ya apareció por primera vez en Uncanny X-Men como mutante recién manifestada que está profundamente en conflicto con sus poderes. Después de su presentación, ella, junto con Hope Summers, Velocidad, Transonic, Zero y Primal, comenzó a aparecer en la serie Generation Hope. Hizo apariciones en Uncanny X-Men, Wolverine and the X-Men, All-New X-Men, y actualmente aparece en Sabretooth & The Exiles.

## Biografía ficticia

### La Tercera Luz
Idie es una niña de catorce años del estado de Delta, Nigeria, cuando sus poderes se manifiestan. La primera manifestación de sus poderes hace que su aldea se queme, y cuando ella también comienza a congelar las cosas, los lugareños la consideran una bruja. Para cuando llegan Tormenta y Hope, la familia y los amigos de Idie han sido asesinados. Hope estabiliza los poderes de Idie, e Idie usa sus nuevas habilidades para ahuyentar al grupo paramilitar que intentaba matarla.
Desde su introducción, se muestra que Idie tiene profundas reservas religiosas con respecto a su condición de mutante. Se ha visto a sí misma como un "monstruo" y ha deseado que su mutación fuera tan obvia como la de Laurie, para que su "pecado" fuera igual de obvio. Al decidir no ser llamada "La chica que no se quemaría", Idie se describe a sí misma como "una niña bruja", "una blasfemia" y "una hereje". Ella afirma que si no puede arder en este mundo, arderá en el próximo. Más tarde ella le dice a Wolverine que ha hecho las paces con el hecho de que es un monstruo.

### Cisma
Cuando regresa de una misión obviamente agotadora, Wolverine se encuentra con Hope y las Luces, incluida Oya, que esperan su regreso para poder comenzar la clase de Entrenamiento de combate. Wolverine cancela la clase de la que no tenía conocimiento y, en cambio, les pregunta si no deberían estar haciendo algo más apropiado para su edad; específicamente, le pregunta a Oya si tenía una muñeca o algo con lo que jugar. Oya afirma que tenía una muñeca, pero que fue destruida cuando la gente de su pueblo vino a matarla. Más tarde, Wolverine solicita a Shadowcat que recupere una nueva muñeca para Oya, que le da mientras comparten un helado.
Oya es uno de los X-Men que asiste a la inauguración de un Museo de Historia Mutante, un grupo que incluye varios mutantes adultos y jóvenes. Cuando el Museo es atacado por el nuevo Club Fuego Infernal, la mayoría de los X-Men son derrotados rápidamente mientras Oya se esconde. Tanto Wolverine como Cyclops corren hacia el museo, pero los gruñidos del Club Fuego Infernal comienzan a colocar una bomba dentro del museo. Para protesta de Wolverine, Cyclops le da a Oya el visto bueno para hacer lo que crea necesario, y Oya "asesina" a la mayoría de los soldados del Club Fuego Infernal. Fuera del museo, Hope y las otras luces la consuelan, pero Oya simplemente quiere regresar a Utopía para dormir un poco.
Oya no tiene ningún remordimiento por matar a los soldados del Club Fuego Infernal. Ella le dice a Wolverine que una vez que aceptas ser un monstruo, ser un asesino no es tan malo. Laurie está furiosa con Hope por dejarla ser parte de la batalla Centinela en Utopía. Ella fue tan lejos como para apuntar con un arma a Hope. Hope se da cuenta de que no hizo un buen trabajo cuidándola. Ella le dice a Wolverine que lleve a Oya con ella a la nueva escuela que será la Academia Jean Grey, y que la cuide mejor de lo que podría. Oya y Hope comparten un sentido adiós. Cuando Wolverine y su nuevo equipo de profesores y estudiantes aterrizan en Westchester, Oya le pregunta a Wolverine si ella es la responsable de disolver a los X-Men, Wolverine responde: "No, cariño. Tú nos guiaste a casa".

### Régenesis
Oya ya no es parte de Generation Hope y ahora es parte de Wolverine y los X-Men. Durante una visita de Deathlok a la Escuela de Educación Superior Jean Grey, se sugiere que Idie tiene una alta probabilidad de convertirse eventualmente en líder de los X-Men. Más tarde dejó la escuela y se unió a la Academia Club Fuego Infernal con el único propósito de averiguar quién le disparó a Broo. Idie llamó la atención de Kade Kilgore, quien quería convertir a Idie en la nueva Reina Negra del Club Fuego Infernal y su novia. Mientras se cambiaba a su nuevo atuendo de Black Queen, Idie le preguntó sobre Broo y él reveló que le disparó. Después de una pelea, ella escapó junto a Quentin Quire y Sapo.

### Residiendo en Krakoa
Idie fue una de los muchos mutantes que se mudaron a Krakoa cuando se convirtió en una nación independiente, y fue una de las exalumnas del Instituto Xavier que vivían en Akademos Habitat.
Ella se involucró con Nekra y cuando las dos mataron a un grupo de mercenarios que invadían la isla por mar, fueron sentenciadas al Pozo del Exilio por violar la ley de "no matar a nadie". Al llegar a la realidad simulada del pozo, fueron recibidos por su residente original Sabretooth. Al principio trató de cazarlos, pero después de que el Tercer-Ojo usó sus poderes para romper la ilusión, convenció a Víctor de que no eran ellos a los que quería lastimar, por lo que cambió la ilusión para convertirlos en compañeros de prisión con el Profesor X y Magneto como guardianes. Víctor comenzó a trabajar en un plan para que escaparan del pozo canalizando sus conciencias a través de la isla para que pudieran manifestarse en tierra. Envió a todos a la superficie en misiones para reunir aliados para ayudarlos en su búsqueda, Nekra desconfiado y Oya decidieron ignorar su pedido y en su lugar buscaron a su propio aliado, ¡Bling!. Cuando una pelea entre Sabretooth y Melter casi mata a todos en el pozo, Nekra y Oya se salvan cuando el Tercer-Ojo arrastra sus conciencias al plano astral mientras Krakoa arregla sus cuerpos. Se encuentran en una recreación de la casa de la infancia de Sabretooth con él allí esperándolos, después de cenar juntos, todos discutieron qué hicieron para que los arrojaran al pozo y si merecían estar allí. Poco después se encontraron con Cypher, quien les informó que Sabretooth los había traicionado y escapó de El Pozo por su cuenta. Les ofreció sus propias liberaciones con dos condiciones, que tomaran como prisioneros a Nanny, Orphan-Maker y Sapo, que se había estado escondiendo en el Infierno de Sabretooth por donde habían entrado originalmente y que el equipo reunido persigue a Sabretooth para que pueda ser castigado por sus crímenes. El equipo de exiliados luego navega en un bote hecho por Madison Jeffries y Nekra le asegura que nunca regresarán a Krakoa.
El equipo rastreó a Sabretooth hasta Noble Island, que ella y Nekra se horrorizaron al descubrir que era un vertedero de cuerpos de mutantes con los que Orchis experimentó. Después de luchar contra un agente de Orchis con superpoderes llamado "La Creación" y perder a Orphan-Maker, Sabretooth subió a un bote y con aire de suficiencia les ofreció llevarlos. Al formar una alianza incómoda con Creed, el equipo se infiltró en la Estación Dos de Orchis, donde Orphan-Maker estaba prisionero, junto con cientos de otros mutantes. Mientras intentaba liberar a un grupo de ellos de las jaulas, la Creación del Dr. Barrington atravesó la pared. Huyendo de Orphan-Maker, a quien Barrington había manipulado para quitarse el casco y aparentemente fue asesinado inmediatamente después de mirarlo. Peter salió y se disculpó con Nanny por romper su promesa de nunca quitarse ninguna pieza de su armadura, pero con su X-Gen ahora activado, solo tenían un breve período de tiempo hasta que todos fueran asesinados, así que para ganar más tiempo, el Tercer-Ojo los llevó a todos al Plano Astral. Cuando llegaron allí, encontraron la Estación Tres, construida dentro de una de las criaturas del Plano Astral. Mientras Nanny y Jeffries se ocupaban de Orphan-Maker, Oya explora la base junto con Sabretooth y Sapo. Ella descubre una figura extraña atrapada dentro de una cápsula, Creed y Sapo la abandonan asumiendo que la figura es hostil, pero Oya cree que puede razonar con ella y, al inspeccionarla más de cerca, se da cuenta de que la criatura es un segundo Sabretooth desnutrido. El equipo escapa con los prisioneros de Orchis liberados en su bote, que Maddison usó escombros de la base destruida para convertirlos en un recipiente lo suficientemente grande como para contenerlos a todos. Sabretooth decide promulgar un último plan de venganza contra el Consejo Silencioso poniendo a todos los jóvenes prisioneros mutantes en contra de Krakoa. Es interrumpido cuando el equipo llega a la base final de Orchis bajo el agua y es golpeado por un maremoto. Durante la conmoción, Sabretooth es nuevamente secuestrado por Orchis y le dice a su equipo que lo busque antes de desaparecer. El resto del equipo, junto con la Dra. Barrington y su creación, están atrapados en la base con los niños que instintivamente los atacan por temor a que estén allí para realizar más experimentos. Después de que Nanny cierra los cerebros de todos, excepto de ella misma y Orphan-Maker, todo el equipo se despierta en el barco, excepto Nanny y Orphan-Maker, el Dr. Barrington y su creación y Sabretooth, quienes se fueron para perseguir sus propios objetivos, Nanny y Orphan-Maker llevándose a todos los bebés mutantes con ellos.

## Poderes y habilidades
Idie tiene el poder mutante de manipular la temperatura (un aspecto de la atmoquinesis, como Storm/Ororo). Este poder le permite mover el calor de un área a otra, produciendo varios efectos, además de hacer que su cuerpo sea completamente inmune a las temperaturas extremas. Hasta la fecha, el uso de sus poderes por parte de Idie solo se ha visto limitado por la cantidad de calor disponible para ella en su entorno inmediato. Es capaz de mover constantemente suficiente calor para crear fuego en un área y hielo en otra. Si bien a menudo crea fuego como crea hielo, y viceversa, esto no es una necesidad. Idie puede crear hielo (Calor negativo) absorbiendo calor en sí misma sin liberarlo como fuego. Idie puede entonces almacenar el calor que ha absorbido en sí misma como recurso para un momento posterior. A voluntad, Idie puede liberar el calor almacenado en su cuerpo como fuego (calor positivo), sin necesidad de crear hielo simultáneamente. Cuando usa sus poderes, su ojo derecho se ilumina de color azul y el izquierdo se ilumina de color naranja.